# Trois mille ans chez les microbes
Trois mille ans chez les microbes (Three Thousand Years Among the Microbes) est une longue nouvelle de science-fiction de Mark Twain, rédigée vers 1905, et que l'auteur a laissée inachevée. Le texte intégral paraît dans le recueil posthume The Devil's Race-Track en 1980.

## Résumé
À la suite d'une expérience qui tourne de manière inattendue, le narrateur, nommé B.b. bkshp en microbique, est transformé en germe du choléra et se retrouve dans le corps d'un vieil ivrogne vagabond qui devient son univers. Il raconte 3 000 ans de sa vie, à quoi s'ajoutent des notes rédigées 7 000 ans plus tard.

## Particularités de la nouvelle
L'histoire est racontée en première personne et ne comporte pas de récit clairement défini avant le chapitre 7. Le texte dans son ensemble est dénué de ligne directrice et de repères temporels précis et se termine abruptement. Ce caractère incohérent peut s'expliquer par l'inachèvement du texte, mais il traduit également le changement de dimension temporel du narrateur : passant d'un temps humain à un temps microbique beaucoup plus vaste (trois semaines à l'échelle humaine correspondant à 3 000 ans pour un microbe), le narrateur perd peu à peu ses souvenirs humains dont les traces restantes deviennent confuses dans son esprit. La confusion du récit peut donc décrire le flux de conscience d'un esprit dont la mémoire se désagrège.
On pourra également comparer ce thème de la mémoire avec la méthode de rédaction de Twain pour dicter son Autobiographie. Le côté disparate de l'œuvre fait aussi songer à Vie et opinions de Tristram Shandy, gentilhomme de Laurence Sterne.
Les premiers chapitres sont une suite de digressions dans lesquelles le narrateur évoque la place de l'humanité dans l'univers (dont l'horizon est comparé de manière satirique à l'horizon de l'existence des microbes dans le corps du vagabond), la mémoire (comme indiqué ci-dessus) et d'autres thèmes habituels de l'auteur. Le narrateur s'interroge sur ce qu'il est, ce qu'il devient et se plaint de ses difficultés à se souvenir de son existence humaine.

## Historique du texte et des éditions
Écrit en 1905, en 35 jours, pendant la même période que Le Journal d'Ève, Trois mille ans chez les microbes utilise le même procédé de traduction par Mark Twain d'un manuscrit ici écrit en microbique. Le texte fait partie des projets laissés inachevés par Twain dans les années 1890-1900, et qui traitent des états oniriques (comme The Great Dark). Mark Twain évoqua ce texte avec son éditeur, et il eut peut-être l'intention de le publier, mais il l'abandonna finalement.

## Éditions
- Courts extraits dans Mark Twain : A Biography, A. B. Paine, 1912
- in Which Was the Dream? And Other Symbolic Writtings of the Later Year, 1966, édité par John Tuckey (texte partiel)
- in The Devil's Race-Track, 1980, édité par John Tuckey
- in The Science-fiction of Mark Twain, David Ketterer, 1984

## Traduction en français
- Trois mille ans chez les microbes, récit traduit de l'anglais par Michel Waldberg, Éditions de la Différence, 1985,  (ISBN 2-7291-0169-1)